# Red Bay (Canada)
Red Bay is een gemeente (town) in de Canadese provincie Newfoundland en Labrador gelegen op het schiereiland Labrador. Het dorp ligt aan de zuidelijke kust van de regio Labrador in de kuststreek Labrador Straits. Het is gelegen aan de Straat van Belle Isle, de zeestraat die het Canadese vasteland scheidt van het eiland Newfoundland.
De naam Red Bay slaat zowel op de baai die een natuurlijke haven vormt, als op het dorp, en beide namen verwijzen naar de kliffen in rode graniet in de omgeving.

## Geschiedenis

### 16e eeuw
Red Bay werd in 1530 gesticht door Baskische zeelieden. De plek, in het Baskisch gekend als Balea Baya ("walvisbaai") is een van de eerste, meest complete en best bewaarde voorbeelden van Europese walvisvangst. Het station werd gebruikt voor het jagen op en slachten van walvissen om blubber en walvistraan te verkrijgen. Jaarlijks werden vijftien walvisschepen met 600 mannen een vangstseizoen lang naar Red Bay gestuurd voor de vangst. Red Bay was een belangrijke bron van walvisolie voor Europa, waar het werd gebruikt als lampolie voor verlichting. De plek bevat overblijfselen van ovens, kuiperijen, werven, tijdelijke woonruimten en een begraafplaats. Onder water liggen restanten van schepen en walvisbotten. Het station werd ongeveer 70 jaar gebruikt, voordat de lokale walvisbevolking was uitgeput.
In het water is de vindplaats van vier galjoenen, waaronder die van de San Juan, gezonken in 1565, te vinden evenals deze van meerdere kleine schepen, chalupa's genoemd. Om deze reden wordt Red Bay beschouwd als een van de meest belangwekkende onder water gelegen archeologische vindplaatsen van het hele Amerikaanse continent.

### Recente verleden
De beschermde haven maakte van Red Bay een geschikte locatie tijdens de Tweede Wereldoorlog voor het aanmeren van oorlogsschepen.
In 1973 werd het dorp een gemeente met de status van local government community (LGC). In 1980 werden LGC's op basis van The Municipalities Act als bestuursvorm afgeschaft. De gemeente werd daarop automatisch een community om een aantal jaren later uiteindelijk een town te worden.
Red Bay werd in 1979 door de Canadese overheid erkend als National Historic Site of Canada. Bij de 37e sessie van de Commissie voor het Werelderfgoed werd dit cultureel werelderfgoed als het "Red Bay Baskisch walvis(verwerkings)station" op 22 juni 2013 toegevoegd aan de UNESCO Werelderfgoedlijst.

## Demografie
Demografisch gezien is Red Bay, net zoals de meeste kleine dorpen in de provincie, aan het krimpen. Tussen 1986 en 2021 daalde de bevolkingsomvang van 334 naar 142. Dat komt neer op een daling van 192 inwoners (-57,5%) in 35 jaar tijd.
| Demografische ontwikkeling van Red Bay tussen 1951 en 2021                 |
| -------------------------------------------------------------------------- |
|                                                                            |
| Bron: Statistics Canada (1951–1986, 1991–1996, 2001–2006, 2011–2016, 2021) |

## Galerij

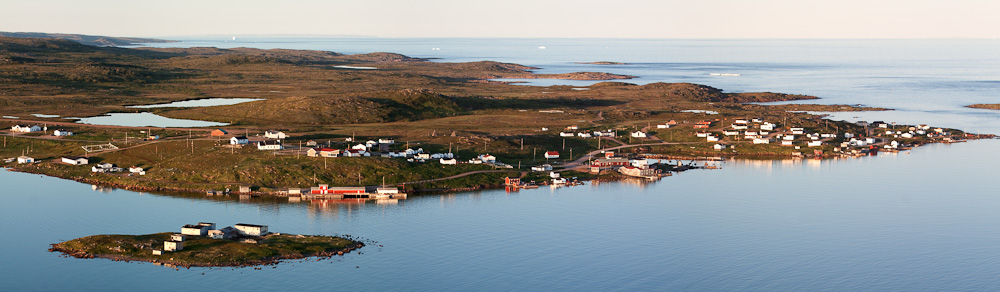
Luchtbeeld van de gemeente
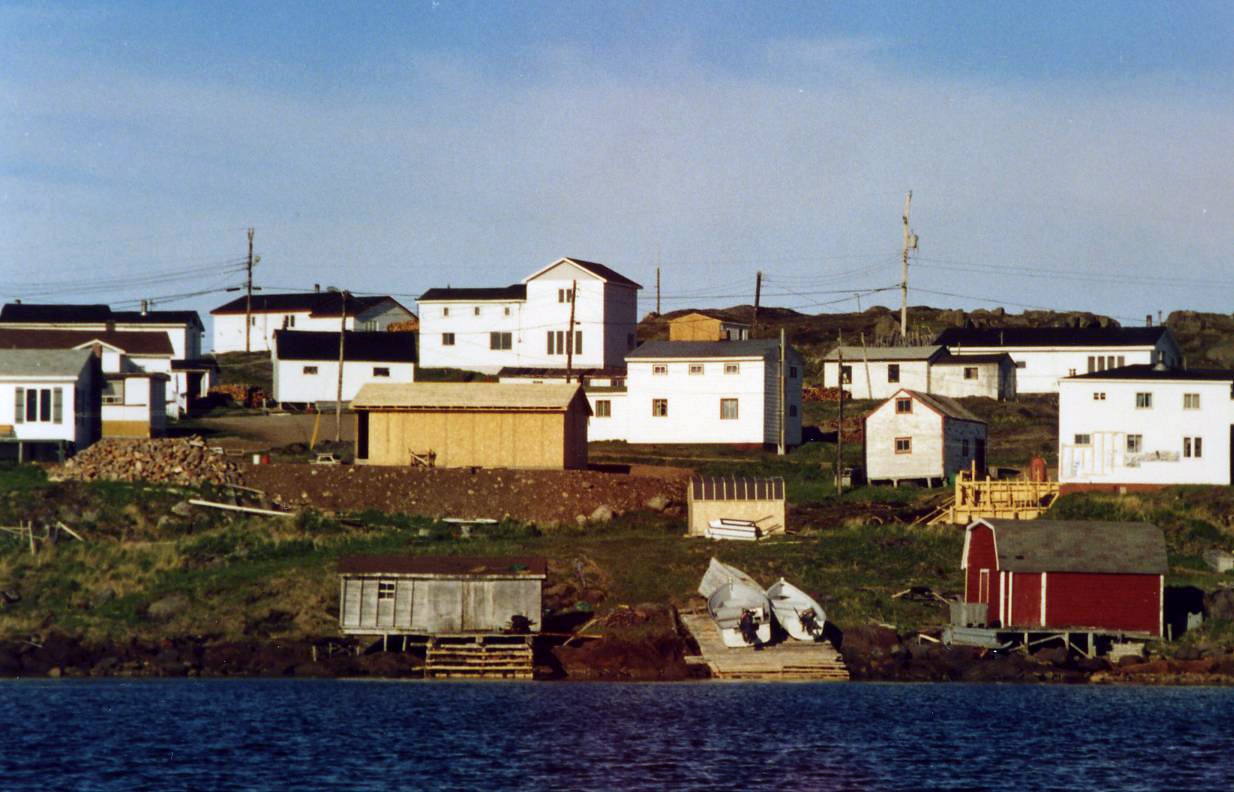
Zicht op het dorp (2004)
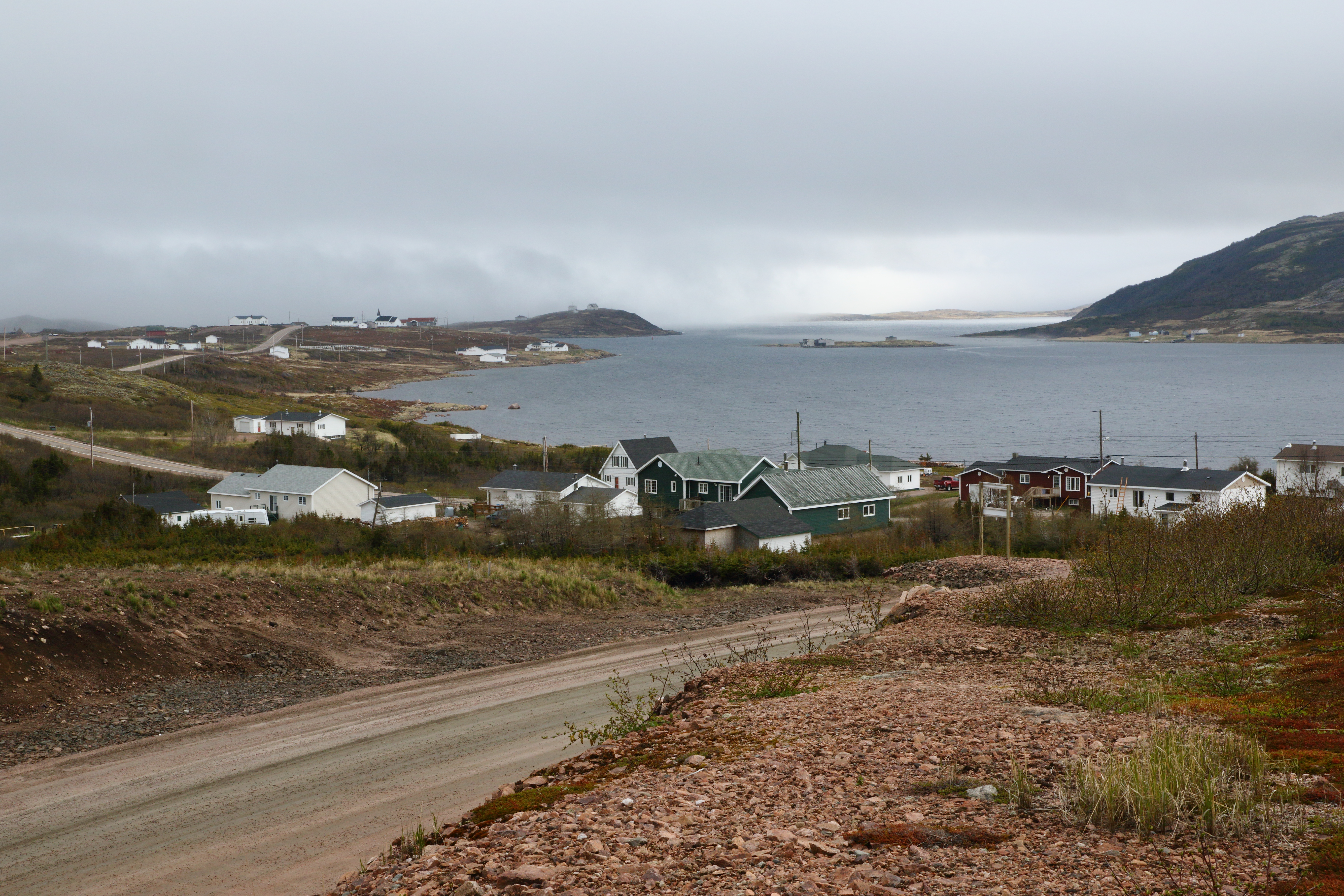
Rand van Red Bay
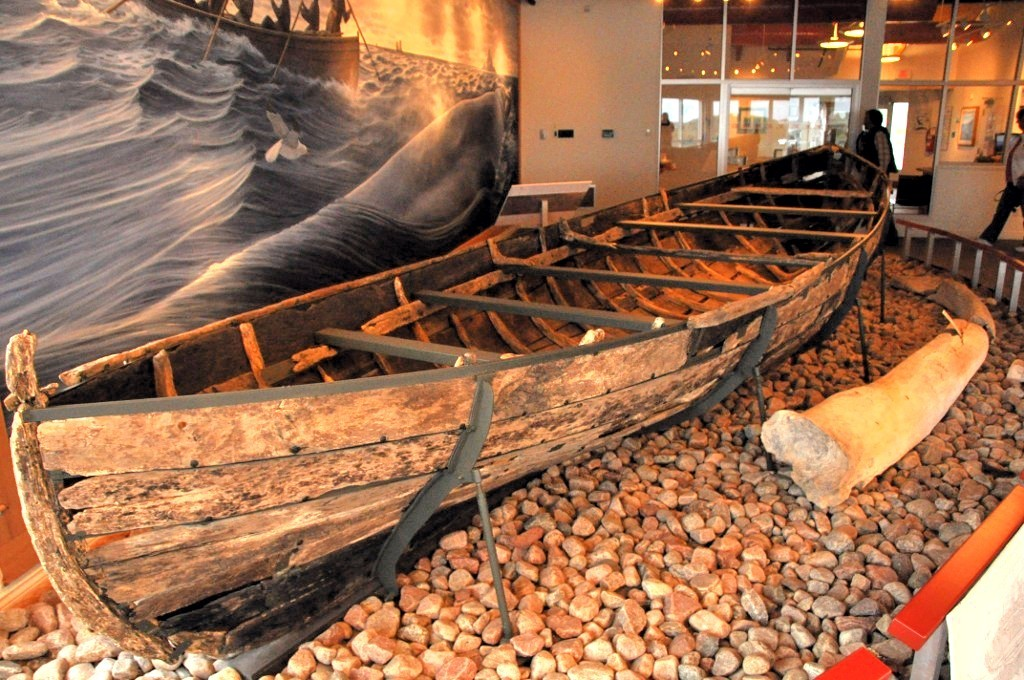
Een Baskische chalupa in het plaatselijk museum
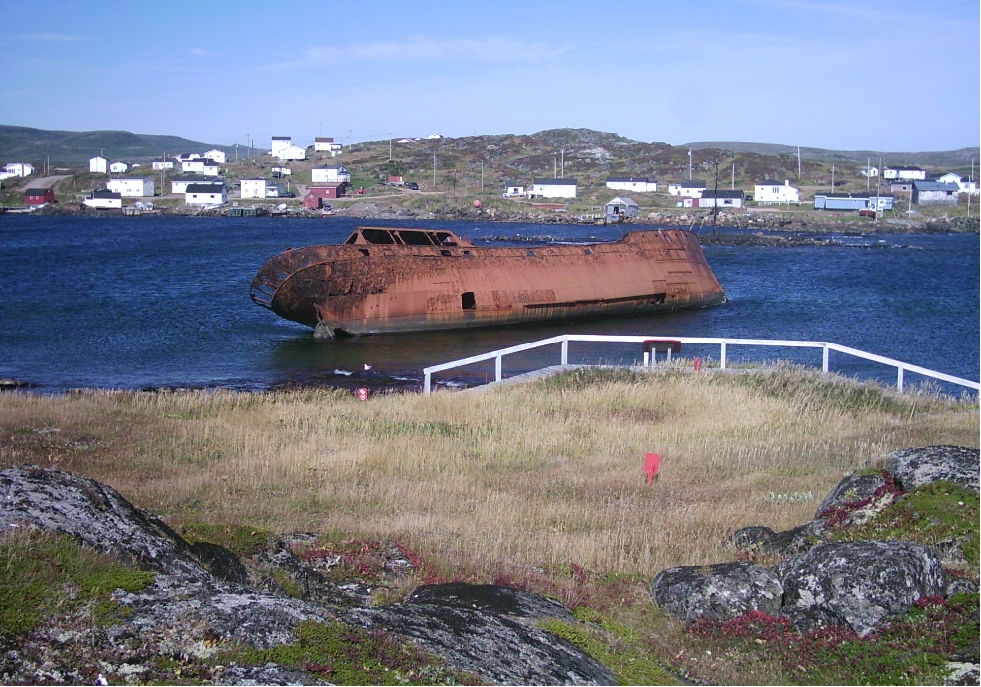
Scheepswrak in de dorpshaven